# George S. Messersmith
George Strausser Messersmith (Fleetwood, 3 de octubre de 1883-29 de enero de 1960) fue un diplomático estadounidense, que se desempeñó como embajador de su país en Austria, Cuba, México y Argentina. También fue jefe del Consulado de los Estados Unidos en Alemania desde 1930 hasta 1934, durante el surgimiento del Partido Nazi.
Fue conocido en su época por su controvertida decisión de emitir una visa a Albert Einstein para viajar a los Estados Unidos. También es conocido hoy por su manejo diplomático del rey Eduardo VIII del Reino Unido y Wallis Simpson, más tarde duque y duquesa de Windsor, durante su cargo en Austria en la era anterior a la Segunda Guerra Mundial.

## Biografía
Graduado de Keystone State Normal School, fue maestro y luego administrador de escuela de 1900 a 1914. Ingresó al servicio exterior y dejó su puesto como vicepresidente de la Junta de Educación del Estado de Delaware para convertirse en cónsul de Estados Unidos en Fort Erie (Ontario).
Después de servir como cónsul estadounidense en Curazao (1916-1919) y Amberes (1919-1925), se convirtió en cónsul general de Estados Unidos en Bélgica y Luxemburgo en 1925. Se desempeñó como Cónsul General en Buenos Aires (Argentina), de 1928 a 1930.
En 1930, dejó su puesto en Argentina para aceptar el mismo puesto en Berlín (Alemania). Allí, se hizo responsable de administrar la cuota anual alemana. Si bien no entrevistó personalmente a Albert Einstein, abrió el camino para que el científico dejara Alemania. Dijo a los cónsules estadounidenses en Europa que los refugiados o inmigrantes que solicitaban una visa para ingresar a Estados Unidos tenían que tener fondos y propiedades suficientes para mantenerse. En 1933, escribió un despacho al Departamento de Estado que contravino drásticamente la opinión popular de que Adolf Hitler no tenía consenso entre el pueblo alemán y que no permanecería en el poder.
Su servicio en Alemania terminó en febrero de 1934, cuando el presidente Franklin D. Roosevelt lo nominó para ser embajador de los Estados Unidos en Uruguay, solo para nombrarlo el próximo mes como ministro en Austria antes de que iniciara su cargo en Uruguay.
De 1937 a 1940, entre sus nombramientos como ministro en Austria y embajador en Cuba, se desempeñó como Secretario de Estado Adjunto de los Estados Unidos. Como jefe de la Junta de Promoción del Servicio Exterior, tuvo que revisar todos los nombramientos con el presidente Roosevelt.
Más tarde, fue nombrado Ministro en México. Tras la renuncia forzada del subsecretario de Estado Sumner Welles en 1943, se rumoreaba que Messersmith, figuraba en una breve lista de candidatos para sucederlo, pero Roosevelt seleccionó al futuro secretario de Estado Edward Stettinius Jr.